# Cirilização
A cirilização são sistemas de transliteração para representar um idioma com o alfabeto cirílico, sendo que esse idioma utiliza um sistema de escrita diferente do cirílico (é comparado com a romanização). Cada cirilização tem seu próprio conjunto de regras.
Existem alguns sistemas de cirilização que são oficialmente aceitos na Rússia:
- Cirilização do chinês mandarim
- Cirilização do chinês pinyin
- Cirilização do chinês Wade-Giles
- Cirilização do japonês
- Cirilização do coreano
- Cirilização da escrita latina

Outros sistemas de cirilização:
- Cirilização do esperanto